# Paraliparis nassarum
Paraliparis nassarum és una espècie de peix pertanyent a la família dels lipàrids.

## Descripció
- El mascle fa 29,4 cm de llargària màxima i la femella 31,8.
- Nombre de vèrtebres: 64-67.[5]

## Hàbitat
És un peix marí i batidemersal que viu entre 900 i 1.280 m de fondària.

## Distribució geogràfica
Es troba al Pacífic oriental: el sud de Califòrnia (els Estats Units) i la Baixa Califòrnia (Mèxic).

## Observacions
És inofensiu per als humans.